# 谢村 (匈牙利)
谢村，是匈牙利沃什州所辖的一个村，总面积6.03平方公里，总人口1399，人口密度232.0人/平方公里（2010年1月1日）。